# Round Maple
Round Maple – przysiółek w Anglii, w hrabstwie Suffolk, w dystrykcie Babergh, w civil parish Edwardstone. Znajdują się tu cztery budynki wpisane na listę zabytków, w tym The Flushing, Seasons, Quicks Farmhouse i Hathaway Cottage Little Thatch. Leży 88,5 km na północny wschód od Londynu, 22 km na północny zachód od Ipswich, 17 km na południe zachód od Stowmarket i 2 km na północny wschód od wsi Edwardstone.